# Miyakeomyces bambusae
Miyakeomyces bambusae är en svampart som beskrevs av Hara 1913. Miyakeomyces bambusae ingår i släktet Miyakeomyces och familjen Niessliaceae.   Inga underarter finns listade i Catalogue of Life.